# 9FF

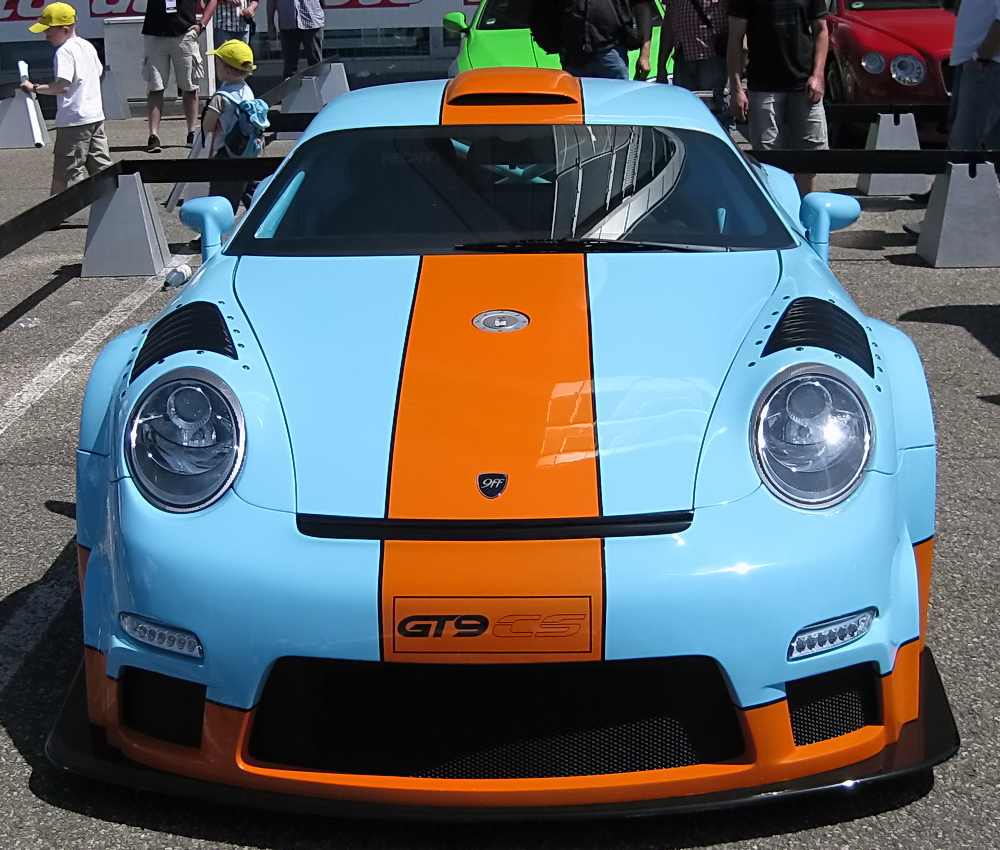
2012년의 9ff GT9-CS

9FF는 도르트문트에 본사를 둔 독일의 튜닝카 전문 회사이다. 2001년 얀 파타우어가 설립했다. 이 회사는 순정 포르쉐를 도로 주행이 가능한 레이싱 차량으로 개조하는 것을 전문으로 하며, 개별 부품이나 키트를 판매하기도 한다. 이 회사는 시속 400 km/h (249 mph)를 초과한 최초의 자동차 중 하나인 GT9를 제작한 것으로 가장 잘 알려져 있으며, 이 GT9는 시속 256 mph (412 km/h)의 속도를 낼 수 있다. 이전 회사인 9ff Fahrzeugtechnik GmbH는 2013년 9월에 파산 신청을 했다. 새로운 회사인 9ff Engineering GmbH는 2013년 10월에 설립되었다.

## 역사

### 초기
얀 파타우어는 2001년 독일 도르트문트에 포르쉐 튜닝 회사로 9ff Fahrzeugtechnik GmbH를 설립했다. 파타우어는 자동차 공학 학위를 취득했으며, 2001년까지 유명 튜너에서 일했다.
2004년 5월, 9ff는 이탈리아 나르도에 있는 나르도 링 경주 트랙에서 9ff T6로 시속 372 km/h (231 mph)에 도달하여 첫 기록을 달성했다. 이 회사는 자신들이 "나르도에서 가장 빠른 포르쉐"를 보유하고 있다고 주장했다. 같은 해 12월, 파타우어는 새로운 자동차인 9ff V400을 시속 388 km/h (241 mph)까지 운전했다. 이 자동차는 같은 해 후반에 회사가 GT9로 그 기록을 갱신하기 전까지 세계에서 가장 빠른 자동차 기록을 보유했다. 당시 9ff는 대체 연료로 구동되는 일부 차량을 포함하여 다양한 제품을 제작하며 여러 기록을 세웠다.
2006년 9월, 9ff TRC-85는 시속 380.5 km/h (236.4 mph)에 도달하여 당시 가장 빠른 도로 주행 가능 컨버터블이 되었다.
2008년 10월, 포르쉐 카이맨을 기반으로 한 9ff CT78은 바이오에탄올로 구동되며 최고 속도 시속 347 km/h (216 mph)로 대체 연료 차량의 최고 속도 기록을 세웠다.
2008년 4월 10일, 9FF GT9는 시속 407 km/h (253 mph)에 도달하여(GPS로 확인됨) 세계에서 가장 빠른 도로 주행 가능 자동차가 되었다.
2009년, 9ff는 9ff가 완전히 자체 제작한 두 번째 자동차인 Speed9을 공개했다. Speed9은 1955년 포르쉐 356/1 500S 스피드스터와 그 기반이 되는 911 및 964 스피드스터(각각 1989년 및 1993년)보다 낮은 앞유리와 깨끗한 수평선이 특징인 클래식 로드스터이다. 같은 해, 9ff TR1000은 파펜부르크 경주 서킷에서 시속 391.7 km/h (243.4 mph)의 최고 속도로 세계에서 가장 빠른 포르쉐 911이 되었다.
2010년 초, 9ff는 새로운 튜닝 프로그램인 GTurbo를 통해 포르쉐 GT3와 포르쉐 GT3RS의 트윈 터보차지 버전을 공개했다. 차량의 마력을 750, 850 또는 1,000 hp로 업그레이드하기 위해 두 개의 터보차저가 추가되었다. 9ff는 전후 범퍼, 사이드 스커트, 새로운 쿼터 패널 및 추가 통풍구를 추가했다. 1,000 hp 옵션으로 이 자동차는 2.9초 만에 시속 100 km/h (62 mph)에 도달할 수 있었고, 최고 속도는 시속 392 km/h (244 mph)였다. 이 회사는 또한 직접 분사 방식의 포르쉐 터보도 업그레이드했다.

### 파산
2013년 9ff는 굼퍼트, 비스만, 아르테가, 롤라와 함께 파산 신청을 했다. 이는 포르쉐가 개조되지 않은 자동차를 찾는 고객을 더 많이 유치하면서 사업이 쇠퇴한 탓으로 돌려진다. 새로운 회사인 9ff Engineering GmbH는 같은 해 10월에 설립되었다.

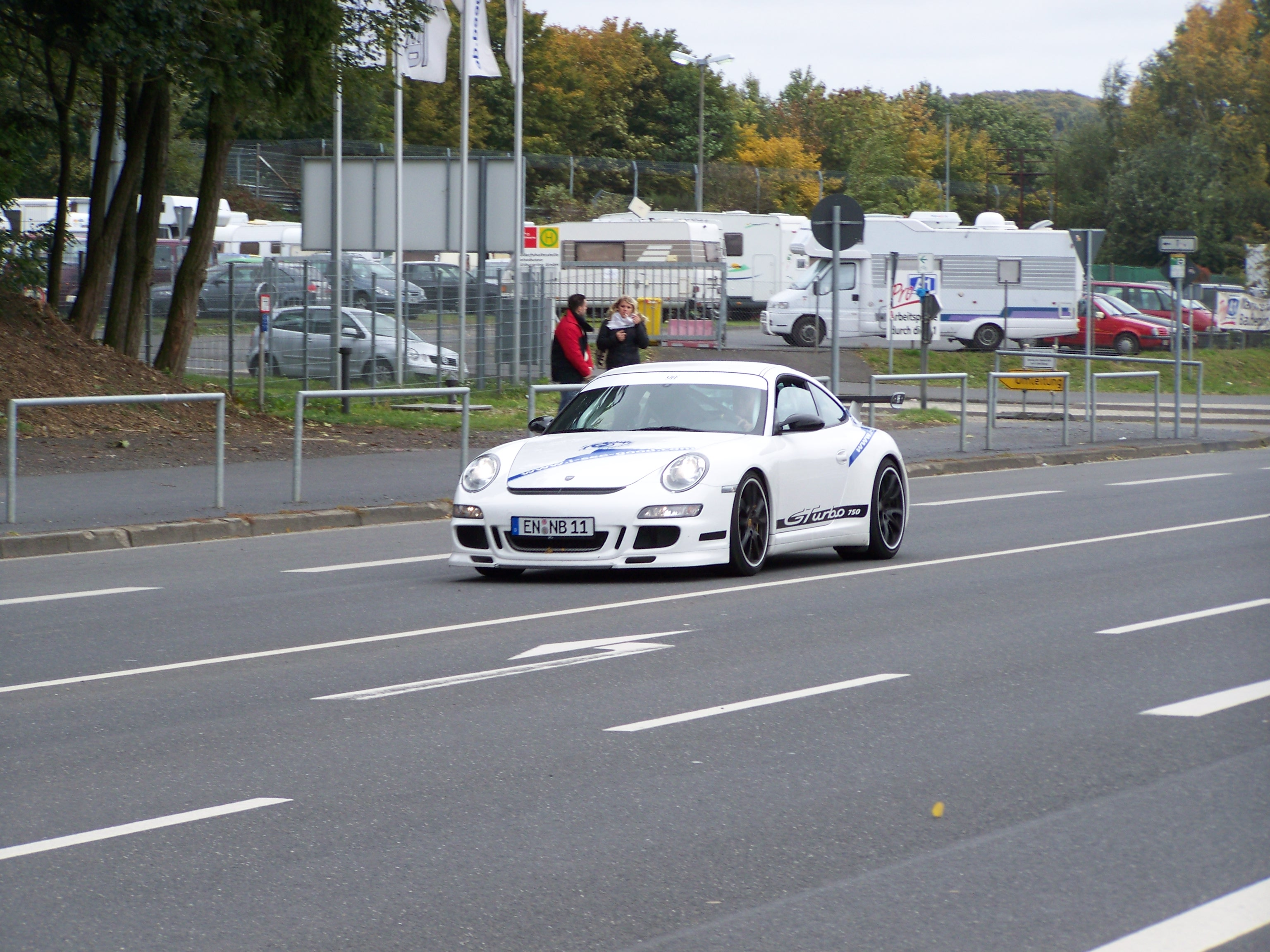
2006년 포르쉐 997 GT3 RS를 기반으로 한 9ff GTurbo 750

## 모델
생산(2019):
- 9ff GTurbo
- 9ff GTronic
- 9FF GT9
- 9ff Speed9

단종 모델(부분 목록):
- 9ff T6
- 9ffV400[13]
- 9ff TRC-85
- 9ff TRC-91